# 이오시프 라옙스키
이오시프 모이세예비치 라옙스키(러시아어: Иосиф Моисеевич Раевский, 1900년 ~ 1972년)는 러시아의 연출가이다. 모스크바 예술극장 연출가의 한 사람으로, 예술극장의 연출의 특질은 관객이 극장에 있다는 것을 잊고, 등장인물의 심리체험에 몰입하여, 그들의 생활과 친숙해지고, 그들과 함께 고민하고 기뻐하는 그러한 경지로 관객을 끌어들이는 점에 있다.